# مشرع العين
مشرع العين هي جماعة قروية في إقليم تارودانت بجهة سوس ماسة جنوب المغرب. وهي تضم 378 11 نسمة، حسب الإحصاء العام للسكان والسكنى لسنة 2014.

## دواوير الجماعة
- عين المديور
- أكفاي
- أضوار
- أولاد كروم
- أولاد محلة
- أيت بن موسى

## التعليم
قائمة المؤسسات التعليمية في مشرع العين:
- مجموعة مدارس أبي بكر الصديق (الدواوير: أكفاي، أدوار، القصبة)
- مجموعة مدارس السلام (المركزية: أولاد محلة / الوحدات: أولاد كروم - أيت بن موسى)
- مدرسة عين المديور
- ثانوية الشابي

## الجمعيات
قائمة الجمعيات في مشرع العين:
- جمعية ... - دوار ...
- جمعية ... - دوار ...